# Jean-Jacques Goldman (альбом, 1981)
«Jean-Jacques Goldman, 1981» або «Démodé» — перший студійний альбом французького співака Жана-Жака Ґольдмана, випущений 1981 році лейблом «Epic Records».

## Композиції
До альбому входить 11 музичних композицій, написаних Жаном-Жаком (і слова, й ноти).
- «À l'envers» —	3:56
- «Sans un mot» —	3:29
- «Brouillard» —	5:10
- «Pas l'indifférence» —	4:13
- «Il suffira d'un signe» —	5:51
- «J't'aimerai quand même» —	4:56
- «Autre histoire» —	4:19
- «Quelque chose de bizarre» —	4:00
- «Quel exil» —	3:00
- «Le Rapt» —	4:29
- «Juste un petit moment» —	1:33

## Музиканти
- Тексти і музика — Jean-Jacques Goldman
- Бас гітара — Guy Delacroix
- Ударні інструменти — Clément Bailly
- Хор, бек-вокал (Chœurs) — Jean-Jacques Goldman, Bernard Illouz
- Клавір (Claviers) — Max Middleton
- Гітара акустична — Jean-Jacques Goldman, Patrice Tison
- Електо-гітара — Jean-Jacques Goldman, Patrice Tison
- Перкусії — Clément Bailly
- Піаніно — Jean-Jacques Goldman
- Піаніно (електро) — Jean-Jacques Goldman
- Синтезатори — Georges Rodi
- Художній керівник — Steve Parker
- Звукорежисер — Steve Parker
- Записано на студії — Studios Pathé (Paris) et au studio Vénus (Longueville)
- Зведено на студії — Scorpio à Londres
- Видано студією — BMG Music Publishing France